# Observation du Soleil comme une étoile
Dans l'astronomie contemporaine, l'observation du Soleil comme une étoile est l'application au Soleil, étoile résolue spatialement, des techniques d'observation habituellement utilisées pour les autres étoiles, ponctuelles (non résolues spatialement).

## Principe
Le principe est d'effectuer des observations du Soleil comme si le Soleil était une étoile éloignée.
La grande proximité du Soleil a à la fois des avantages et des inconvénients pour ce genre d'observations.
Avantages :
- Le Soleil est observable toute l'année, contrairement aux autres étoiles.
- Des observations impossibles sur d'autres étoiles (par exemple des observations résolues de la surface) peuvent être faites sur le Soleil en parallèle de ces observations du « Soleil comme une étoile ».

Inconvénients :
- La brillance extrêmement grande du Soleil peut faire saturer les instruments voire les endommager (le flux solaire, de l'ordre de 1 000 watts par mètre carré à l'équateur, est de l'ordre de dix milliards de fois plus important que celui reçu par l'étoile la plus brillante du ciel nocturne, Sirius (~25 magnitudes d'écart).

## Intérêt
L'intérêt de ce type d'observation est d'avoir des mesures du Soleil directement comparables avec des mesures effectuées sur d'autres étoiles. L'avantage est que, en ce qui concerne le Soleil, on peut avoir plus de détails sur les causes de ce qui est mesuré ; en « remontant », on peut estimer les causes des effets mesurés sur d'autres étoiles.

## Exemple
- Observations directes du Soleil :
  - Observation spectroscopique de tout le disque solaire (Dumusque et al. 2015[1], avec HARPS-N).
  - HELIOS, permettant de faire la même chose avec HARPS(-Sud).
- Observations indirectes du Soleil :
  - Observations de Neptune pour détecter les oscillations du Soleil[2]